# Esma’ili-je Olja (Kerman)
Esma’ili-je Olja (perski: اسماعيلي عليا) – wieś w południowym Iranie, w ostanie Kerman. W 2006 roku miejscowość liczyła 209 osób w 37 rodzinach.